# Konya Tsuki no Mieru Oka ni
"Konya Tsuki no Mieru Oka ni" é uma canção gravada pela banda japonesa de hard rock B'z. Foi o primeiro single do álbum Eleven e vigésimo sétimo no notal. Alcançou o topo da parada da Oricon.

## Lista de faixas
1. Kon'ya Tsuki no Mieru Oka ni (今夜月の見える丘に)
2. Dakara Sono Te wo Hanashite -Mixture style- (だからその手を離して -Mixture style-)

## Formação
- Tak Matsumoto - Guitarra
- Koshi Inaba - Vocais
- Hideo Yamaki - Bateria (na faixa 1)
- Kaichi Kurose - Bateria (na faixa 2)
- Koji "Kitaroh" Nakamura - Baixo (na faixa 1)
- Shoutarou Mitsuzono - Baixo (na faixa 2)
- Onozuka Akira - Piano